# ShareTheMeal applikáció
A ShareTheMeal a Világélelmezési program (WPF) érdekében készült, Androidra és IOS-ra letölthető okostelefon-alkalmazás, megkönnyíti az adományozást. Az alapítók Sebastian Stricker és Bernhard Kowatsch, a fejlesztést berlini fejlesztők végezték.
Az applikáció segítségével történő adományok a világélelmezési program keretében segítenek a világéhezés szintjének csökkentésében, az okostelefon-alkalmazás pedig megkönnyíti az adományozást.
A fejlesztők meggyőződése: a világon az éhezés legyőzhető, és úgy gondolják, hogy legelőször a gyermekek étkeztetésének ellátásán kell javítani.

## Használata
Az alkalmazás letöltése és a személyes fizetési adatok beírása után egy érintéssel 40 cent utalható át az éhezés ellen küzdő élelmezésellátó számára, a 40 Cent elég ahhoz, hogy egy afrikai gyermek egy étkezését ellássák. A fejlesztők bíznak abban, hogy az okostelefon használóknak étkezéseik során eszükbe jut, hogy van akinek ez nem adatik meg, vannak, akik nem jutnak elegendő táplálékhoz.
A Berlinben kifejlesztett alkalmazás 2015. augusztus elején először Németországban, Ausztriában és Svájcban volt elérhető, majd még ugyanabban a hónapban nemzetközileg is elérhetővé vált az okostelefon-használók számára. A ShareTheMeal nyilatkozatai alapján már a tesztfázisban 13 000-en töltötték le, és több mint 13 200 étkezést adományoztak. Naponta 100 és 200 közötti felhasználó körülbelül 1500 étkezést adományoz.

## Célok
Az alkalmazás 2015. évi célja, hogy minden iskolás gyermeket élelemmel lássanak el a dél-afrikai Lesothóban, Lesotho ugyanis azokhoz az országokhoz tartozik, ahol a világon a legkisebb a várható élettartam. Az ételt az Uno világélelmezési program keretében juttatják el az arra rászorulóknak, gyermekek az iskolában kapnának ennivalót. Így talán sikerül megtörni a hiányzó képzés és az éhínség körforgását.
Az applikáció elindításának célja tehát, hogy feltárjanak és megoldjanak egy jelenlevő problémát olyan módon, hogy az adományozó emberek érzékelhető hatást érjenek el: 2 milliárd okostelefon használóra jut száz millió éhező gyermek.
Az adománynak szánt 40 cent tartalmazza a szállítási és ügyintézési költségeket. A világélelmezési program kiadott egy nyilatkozatot, miszerint az adománybevételek több, mint 89%-át ténylegesen a segélycsomagokra fordították.